# Erika Vázquez

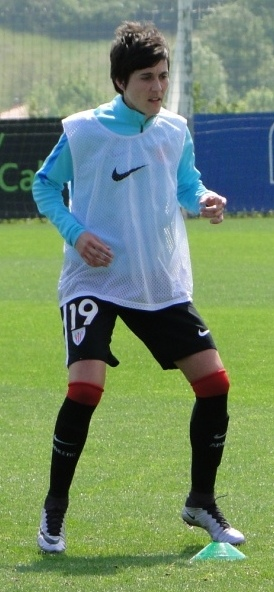
Erika Vázquez

Erika Vázquez Morales, häufig kurz als Erika bezeichnet, (*  16. Februar 1983 in Pamplona) ist eine spanische Fußballspielerin. Sie nahm mit der A-Nationalmannschaft an der Europameisterschaft 2013 teil.

## Sportlicher Werdegang
Erika begann mit dem Fußballspielen bei SD Lagunak, für den sie auch ihre ersten Schritte im Erwachsenenbereich machte. 2004 wechselte sie zum amtierenden spanischen Meister Athletic Bilbao, wo sie einerseits im folgenden Jahr ihre erste Meisterschaft gewann und andererseits zur Nationalspielerin avancierte. 2007 gewann sie mit der Mannschaft erneut die Meisterschaft. 2010 wechselte Erika innerhalb der Superliga Femenina zu Espanyol Barcelona, kehrte aber nach nur einer Spielzeit zurück.
Nachdem sich die Nationalmannschaft erstmals seit 1997 wieder für ein Endrundenturnier qualifiziert hatte, berief Nationaltrainer Ignacio Quereda Erika im Sommer 2013 in seinen 23 Spielerinnen umfassenden Kader für die Endrunde. Als Einwechselspielerin kam sie im Turnierverlauf zu drei Spieleinsätzen, konnte jedoch das Ausscheiden im Viertelfinale gegen den späteren Finalisten Norwegen nicht verhindern.